# Slava - nam, smer - vragam
Pour plus de détails, voir Fiche technique et Distribution.
Slava - nam, smer - vragam (Слава — нам, смерть — врагам) est un film russe réalisé par Evgueny Bauer, sorti en 1914,.

## Fiche technique
- Photographie : Boris Zavelev
- Musique : Frants Bauèr

## Distribution
- Ivan Mosjoukine